# Cmentarz żydowski we Frampolu

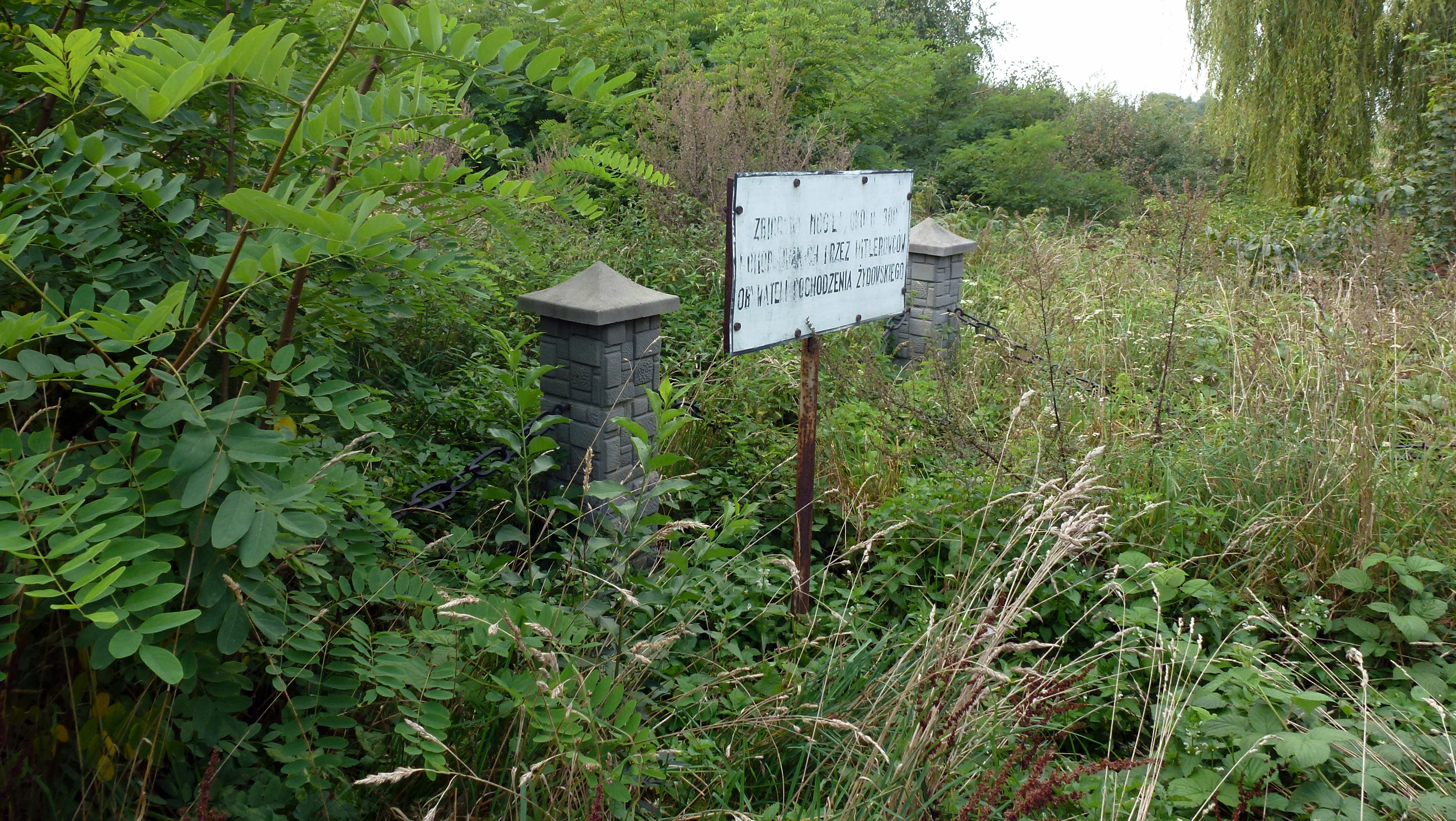
Miejsce egzekucji frampolskich Żydów

Cmentarz żydowski we Frampolu – położony przy ul. Cmentarnej, został założony w XVIII wieku. Powierzchnia kirkutu wynosi 0,61 ha. 
W 1942 na jego terenie Niemcy rozstrzelali około 1000 Żydów z Polski, Austrii i Czechosłowacji. Miejsce egzekucji jest ogrodzone i upamiętnione tablicą. Kirkut nie uległ zniszczeniu podczas II wojny światowej. Po wojnie mieszkańcy Frampola, potrzebujący materiałów do odbudowy zniszczonych gospodarstw, zaczęli wywozić macewy. Wtedy również został rozebrany kamienny mur wokół cmentarza. Do naszych czasów zachowało się kilkadziesiąt nagrobków, z których najstarszy pochodzi z lat 1735–1736. Cmentarz wpisany jest do rejestru zabytków pod numerem A/487. Opiekują się nim uczniowie Szkoły Podstawowej we Frampolu.